# Rachel Atherton
Rachel Atherton (Wells, 6 december 1987) is een Brits professioneel downhill mountainbiker en meervoudig UCI wereldkampioen.

## Palmares
- In 2004, 2005, 2006, 2012, 2013, 2014, 2015, 2016 en 2017 werd Atherton Brits nationaal kampioen op het onderdeel downhill.
- In 2005 werd Atherton wereldkampioen downhill bij de junioren.
- In 2006 werd Atherton Europees Kampioen en behaalde ze de derde plek op de wereldkampioenschappen.
- In 2008, 2013, 2015, 2016 en 2018 werd Atherton wereldkampioen.[2]

### Wereldbeker Mountainbike
Tussen 2006 en 2018 deed Atherthon mee aan het wereldbekerklassement. In 2016 won ze alle downhill-wedstrijden van dat seizoen, en tussen 2015 en 2017 won ze 14 maal op rij.
- Wereldbeker mountainbike 2006, 1x winst
- Wereldbeker mountainbike 2008, 4x winst, winnares klassement
- Wereldbeker mountainbike 2010, 2x winst
- Wereldbeker mountainbike 2011, 1x winst
- Wereldbeker mountainbike 2012, 5x winst, winnares klassement
- Wereldbeker mountainbike 2013, 4x winst, winnares klassement
- Wereldbeker mountainbike 2014, 2x winst
- Wereldbeker mountainbike 2015, 6x winst, winnares klassement
- Wereldbeker mountainbike 2016, 7x winst, winnares klassement
- Wereldbeker mountainbike 2017, 1x winst
- Wereldbeker mountainbike 2018, 3x winst, winnares klassement
- Wereldbeker mountainbike 2019, 2x winst

In 2019 raakte Atherton geblesseerd aan haar achillespees, waardoor ze haar titel niet meer kon verdedigen.

## Privé
Atherton heeft twee oudere broers, die ook professioneel downhill-mountainbiker zijn, Dan Atherthon en Gee Atherton.